# Euro Hockey League 2009/2010
De Euro Hockey League 2009/2010 is de derde editie van de Euro Hockey League. Het Duitse Uhlenhorster HC won deze editie door in de finale HC Rotterdam te verslaan.

## Kwalificatie
De verdeling van het aantal deelnemers naar land is dit seizoen als volgt:
| 1. Nederland \| 2. Spanje \| 3. Engeland \| 4. Duitsland     |
| 3 teams                                                      |
| 5. Frankrijk \| 6. Polen \| 7. België \| 8. Ierland          |
| 2 teams                                                      |
| 9. Rusland \| 10. Schotland \| 11. Italië \| 12. Zwitserland |
| 1 team                                                       |

## Deelnemers
- : HC Bloemendaal, Amsterdamsche H&BC, HC Rotterdam
- : RC Polo de Barcelona, Atlètic Terrassa, Club Egara
- : Reading HC, East Grinstead HC, Beeston HC
- : Uhlenhorster HC, Der Club an der Alster, Rot-Weiß Köln
- : St Germain HC, CA Montrouge
- : WKS Grunwald Poznań, KS Pocztowiec Poznan
- : KHC Leuven, Waterloo Ducks HC
- : Pembroke Wanderers, Glenanne HC
- : Kelburne HC
- : HC Dinamo Kazan
- : HC Bra
- : Rot-Weiss Wettingen

## Toernooi
In de eerste ronde spelen 24 teams in acht groepen van drie. De nummers één en twee gaan door naar de achtste finale. Een groepswinnaar wordt daarin gekoppeld aan een nummer 2. Vervolgens zijn er kwartfinales, halve finales en de finale.

### Ronde 1 (poulefase)
- 9 t/m 11 oktober 2009: Barcelona, Spanje (Poules B, E, G, H)
- 23 t/m 25 oktober 2008; Parijs, Frankrijk (Poules A, C, D, F)

### Resultaten
Locatie Barcelona, Spanje
Vrijdag 9 oktober 2009
- 14:30 B Reading - CA Montrouge 4-3 (2-1)
- 16:30 H UHC Hamburg - Glenanne HC 4-1 (2-1)
- 18:30 G Pembroke Wanderers - Kelburne HC 4-2 (3-0)
- 20:30 E RC Polo de Barcelona - Dinamo Kazan 7-1 (3-0)

Zaterdag 10 oktober 2009
- 10:30 B Atletic Terrassa - CA Montrouge 4-2 (2-1)
- 12:30 H WKS Grunwald Poznan - Glenanne HC 6-1 (3-0)
- 14:30 G HC Rotterdam - Kelburne HC 6-0 (1-0)
- 16:30 E Waterloo Ducks -Dinamo Kazan 3-1 (1-1)

Zondag 11 oktober 2009
- 10:30 B Atletic Terrassa - Reading HC 2-2 (2-2)
- 12:30 H WKS Grunwald Poznan - UHC Hamburg 2-3 (0-3)
- 14:30 G Pembroke Wanderers - HC Rotterdam 1-6 (1-3)
- 16:30 E Waterloo Ducks - RC Polo de Barcelona 1-2 (0-2)

Locatie Parijs, Frankrijk
Vrijdag 23 oktober 2009
- 14.30 D Club Egara - HC Bra 3-2 (1-2)
- 16.30 C East Grinstead HC - KS AWF Poznan 4-1 (1-0)
- 18.30 A Uhlenhorster - WKS Grunwald Poznan 5-1 (2-0)
- 20.30 F St Germain HC - KHC Leuven 1-7 (0-5)

Zaterdag 24 oktober 2009
- 10.30 D Rot Weiss Koln - HC Bra 11-1 (4-0)
- 12.30 C HC Bloemendaal - Rotweiss Wettingen 7-0 (2-0)
- 14.30 A East Grinstead HC - Amsterdam H&BC 1-2 (1-1)
- 16.30 F Beeston HC - KHC Leuven 3-0 (2-0)

Zondag 25 oktober 2009
- 10.30 D Rot Weiss Koln HC - Club Egara 3-2 (2-1)
- 12.30 C Amsterdam H&BC - KS AWF Poznan 6-0 (3-0)
- 14.30 A HC Bloemendaal - Der Club an der Alster 2-1 (2-1)
- 16.30 F St Germain HC - Beeston HC 0-1 (0-1)

#### Poule A
| Team                   | Pts | Pld | W | D | L | GF | GA | GD  |
| ---------------------- | --- | --- | - | - | - | -- | -- | --- |
| HC Bloemendaal         | 10  | 2   | 2 | 0 | 0 | 9  | 1  | +8  |
| Der Club an der Alster | 6   | 2   | 1 | 0 | 1 | 6  | 3  | +3  |
| Rot-Weiss Wettingen    | 0   | 2   | 0 | 0 | 2 | 1  | 13 | −11 |

#### Poule B
| Team             | Pts | Pld | W | D | L | GF | GA | GD |
| ---------------- | --- | --- | - | - | - | -- | -- | -- |
| Atlètic Terrassa | 7   | 2   | 1 | 1 | 0 | 6  | 4  | +2 |
| Reading HC       | 7   | 2   | 1 | 1 | 0 | 6  | 5  | +1 |
| CA Montrouge     | 2   | 2   | 0 | 0 | 2 | 5  | 8  | −3 |

#### Poule C
| Team                 | Pts | Pld | W | D | L | GF | GA | GD |
| -------------------- | --- | --- | - | - | - | -- | -- | -- |
| Amsterdamsche H&BC   | 10  | 2   | 2 | 0 | 0 | 8  | 1  | +7 |
| East Grinstead HC    | 6   | 2   | 1 | 0 | 1 | 5  | 3  | +2 |
| KS Pocztowiec Poznan | 0   | 2   | 0 | 0 | 2 | 1  | 10 | −9 |

#### Poule D
| Team          | Pts | Pld | W | D | L | GF | GA | GD  |
| ------------- | --- | --- | - | - | - | -- | -- | --- |
| Rot-Weiß Köln | 10  | 2   | 2 | 0 | 0 | 14 | 3  | +11 |
| Club Egara    | 6   | 2   | 1 | 0 | 1 | 5  | 5  | 0   |
| HC Bra        | 1   | 2   | 0 | 0 | 2 | 3  | 14 | −11 |

#### Poule E
| Team                 | Pts | Pld | W | D | L | GF | GA | GD |
| -------------------- | --- | --- | - | - | - | -- | -- | -- |
| RC Polo de Barcelona | 10  | 2   | 2 | 0 | 0 | 9  | 3  | +6 |
| Waterloo Ducks HC    | 5   | 2   | 1 | 0 | 1 | 4  | 3  | +1 |
| HC Dinamo Kazan      | 1   | 2   | 0 | 0 | 2 | 3  | 10 | −7 |

#### Poule F
| Team          | Pts | Pld | W | D | L | GF | GA | GD |
| ------------- | --- | --- | - | - | - | -- | -- | -- |
| Beeston HC    | 10  | 2   | 2 | 0 | 0 | 4  | 0  | +4 |
| KHC Leuven    | 5   | 2   | 1 | 0 | 1 | 7  | 4  | +3 |
| St Germain HC | 1   | 2   | 0 | 0 | 2 | 1  | 8  | −7 |

#### Poule G
| Team               | Pts | Pld | W | D | L | GF | GA | GD  |
| ------------------ | --- | --- | - | - | - | -- | -- | --- |
| HC Rotterdam       | 10  | 2   | 2 | 0 | 0 | 12 | 1  | +11 |
| Pembroke Wanderers | 5   | 2   | 1 | 0 | 1 | 5  | 8  | −3  |
| Kelburne HC        | 1   | 2   | 0 | 0 | 2 | 2  | 10 | −9  |

#### Poule H
| Team                | Pts | Pld | W | D | L | GF | GA | GD |
| ------------------- | --- | --- | - | - | - | -- | -- | -- |
| Uhlenhorster HC     | 10  | 2   | 2 | 0 | 0 | 7  | 3  | +4 |
| WKS Grunwald Poznań | 5   | 2   | 1 | 0 | 1 | 8  | 4  | +4 |
| Glenanne HC         | 0   | 2   | 0 | 0 | 2 | 2  | 10 | −8 |

### Ronde 2 (achtste finales)
locatie: Rotterdam, Nederland
Vrijdag 2 april 2010:
- 09.30 Beeston HC - KHC Leuven* 1-3
- 12.00 RC Polo de Barcelona* - Reading HC 2-1
- 14.30 Amsterdamsche H&BC* - East Grinstead HC 3-2
- 17.00 Rot-Weiß Köln* - Pembroke Wanderers 3-0

Zaterdag 3 april 2010:
- 09.30 Atlètic Terrassa* - WKS Grunwald Poznań 4-3
- 12.00 HC Rotterdam* - Club Egara 2-1
- 14.30 HC Bloemendaal* - Der Club an der Alster 6-2
- 17.00 Uhlenhorster HC* - Waterloo Ducks HC 6-2

(*) naar kwartfinales zondag/maandag

### Ronde 3 (kwartfinales)
locatie: Rotterdam, Nederland
zondag 4 april 2010:
- 12.00 RC Polo de Barcelona* - Rot-Weiß Köln 3-2
- 14.30 Amsterdamsche H&BC* - KHC Leuven 3-2

maandag 5 april 2010:
- 12.00 HC Rotterdam* - Atlètic Terrassa 5-3
- 14.30 HC Bloemendaal - Uhlenhorster HC * 3-3, 0-2 penalty shootout

(*) naar halve finales 22 mei

### Halve finale
Locatie: Amstelveen ,Nederland
zaterdag 22 mei 2010:
- 12.00 RC Polo de Barcelona - Uhlenhorster HC 2-3(na penalty shootout)
- 14.30 Amsterdamsche H&BC - HC Rotterdam 3-4

### 3e en 4e plaats
zondag 23 mei 2010: RC Polo de Barcelona - Amsterdamsche H&BC 3-4

### Finale
| 23 mei 2010 15:00 UTC+2 |           |                                                                               |                                                                      |
| HC Rotterdam            | 1:3 (0:1) | Uhlenhorster HC                                                               | Wagener-stadion, Amstelveen Scheidsrechters: Andy Mair Hamish Jamson |
| 40' Phil Burrows (sc)   |           | 34' Marco Miltkau 40' Patrick Breitenstein (sc) 63' Patrick Breitenstein (sb) | Wagener-stadion, Amstelveen Scheidsrechters: Andy Mair Hamish Jamson |

## Eindrangschikking
| rang   | club                    |
| ------ | ----------------------- |
| Goud   | Uhlenhorster HC         |
| Zilver | HC Rotterdam            |
| Brons  | Amsterdam               |
| 4      | RC de Polo de Barcelona |

## Kampioen
| Euro Hockey League 2009/2010 |
| ---------------------------- |
| Uhlenhorster HC 2de titel    |